# Посёлок имени Воровского (Московская область)
Посёлок имени Воро́вского — посёлок городского типа в Богородском городском округе Московской области России.
Расположен на юге района вдоль Носовихинского шоссе. Ближайшие железнодорожные станции — платформа «43 км» и станция Храпуново.

## История
До 1940 года посёлок входил в состав Есинского сельсовета. 16 июля 1940 года Указом Президиума Верховного Совета СССР населённый пункт при торфоразработках имени Горького был отнесён к категории рабочих посёлков с присвоением наименования «посёлок имени Воровского» в честь Вацлава Вацлавовича Воровского.
В советское время местное торфопредприятие было названо именем Максима Горького. На торфопредприятии с 1890-х по 1960-е годы была узкоколейная железная дорога.
С 1 января 2006 года до 5 июня 2018 года образовывал одноимённое муниципальное образование (городское поселение имени Воровского площадью 52,51 км²) как единственный населённый пункт в его составе в рамках Ногинского муниципального района.
Главой поселения 4 сентября 2005 года был избран, а 11 октября 2009 и 14 сентября 2014 года был переизбран Александр Иванович Радченко.
Посёлок сильно пострадал в июле 2001 года от урагана и 29 июля 2010 года от лесного пожара: полностью сгорели 15 домов.
В 2025 году рабочий посёлок преобразован в посёлок городского типа.

## Население
| 1979    | 2002    | 2006    | 2009    | 2010  | 2012  | 2013  |
| ------- | ------- | ------- | ------- | ----- | ----- | ----- |
| 4009    | ↗5347   | ↘5075   | ↗5259   | ↘5120 | ↗5167 | ↘5134 |
| 2014    | 2015    | 2016    | 2017    | 2018  | 2019  | 2020  |
| ↗5140   | ↘5136   | ↗5168   | →5168   | ↗5202 | ↗5277 | ↗5396 |
| 2021    | 2023    | 2024    | 2025    |       |       |       |
| ↗16 127 | ↗16 263 | ↗16 398 | ↗16 467 |       |       |       |

## Археология
В 5 км севернее железнодорожной платформы «43 км» находится археологическая стоянка Маслово болото-8, а также стоянки Маслово болото-5 и Маслово болото-7. Стоянки Маслово болото-5 и Маслово болото-7 относятся к субнеолитической льяловской культуре, стоянка Маслово Болото-8 относится к позднему этапу дьяковской культуры раннего железного века и к началу средневековья.